# Alfred Phiri
Pour les articles homonymes, voir Phiri.
Alfred Maimane Phiri (né le 22 juin 1974 à Alexandra, Gauteng) est un footballeur du milieu de terrain sud-africain jouant actuellement pour Moroka Swallows Football Club. Il a joué pour Gençlerbirliği, Samsunspor, Vanspor AS, Jomo Cosmos, Ajax Cape, Moroka Swallows, Supersport United. 
Il a joué pour l'Afrique du Sud (13 matchs/2 buts) et était un participant à la coupe du monde 1998 de la FIFA.